# Tantarica (distrito)
Tantarica é um distrito do Peru, departamento de Cajamarca, localizada na província de Contumazá.

## Transporte
O distrito de Tantarica é servido pela seguinte rodovia:
- PE-8, que liga o distrito de Guadalupe (Região de la Libertad) à cidade de Cajamarca [2][3][4]